# Claude Bouthillier
Pour les articles homonymes, voir Bouthillier.
Claude Bouthillier, né à Paris le 4 février 1581 et mort le 6 mars 1652, seigneur de Foulletourte et de Pont, comte de Chavigny, est un homme d'État français.

## Biographie
Le 4 décembre 1613, il est reçu conseiller au Parlement de Paris puis le 18 septembre 1619, il obtient un brevet de conseiller d'État et secrétaire de la reine-mère Marie de Médicis.
Les relations de son père, Denis Bouthillier, sieur du Petit-Thouars et de Foulletourte, avec le cardinal de Richelieu, ministre principal du roi Louis XIII, lui permettent de faire carrière. Du 29 septembre 1628 à mai 1629, il est secrétaire d’État à la Marine, puis, du 2 mai 1629 au 18 mars 1632, il est secrétaire d'État des Affaires étrangères. Il garde alors le même premier commis que ses prédécesseurs, Paul II Ardier. En 1630, il prend part aux négociations lors du traité de Ratisbonne. En juillet 1632 il est nommé intendant de la Maison du roi, et, cette même-année, conseiller au Conseil de la Marine. Il fut capable de rester en bons termes aussi bien avec la reine-mère qu'avec le cardinal en dépit de leur rivalité. C'est lui qui présente Mazarin à Richelieu.
Du 3 avril 1632 à juin 1643, il est surintendant des finances en compagnie de Claude de Bullion. De 1633 à 1640, il joue aussi un grand rôle diplomatique au département des Affaires d'Allemagne, en compagnie du Père Joseph, étant chargé par Richelieu de missions secrètes en Allemagne qui mèneront à l'entrée de la France dans la guerre de Trente Ans (il négocie en particulier l'alliance avec le roi de Suède Gustave-Adolphe). Il est ensuite le seul titulaire de ces deux offices. Le 13 août 1632 il devient surintendant de la maison, affaire et finance de Navarre, et conseiller d’honneur au Parlement. 

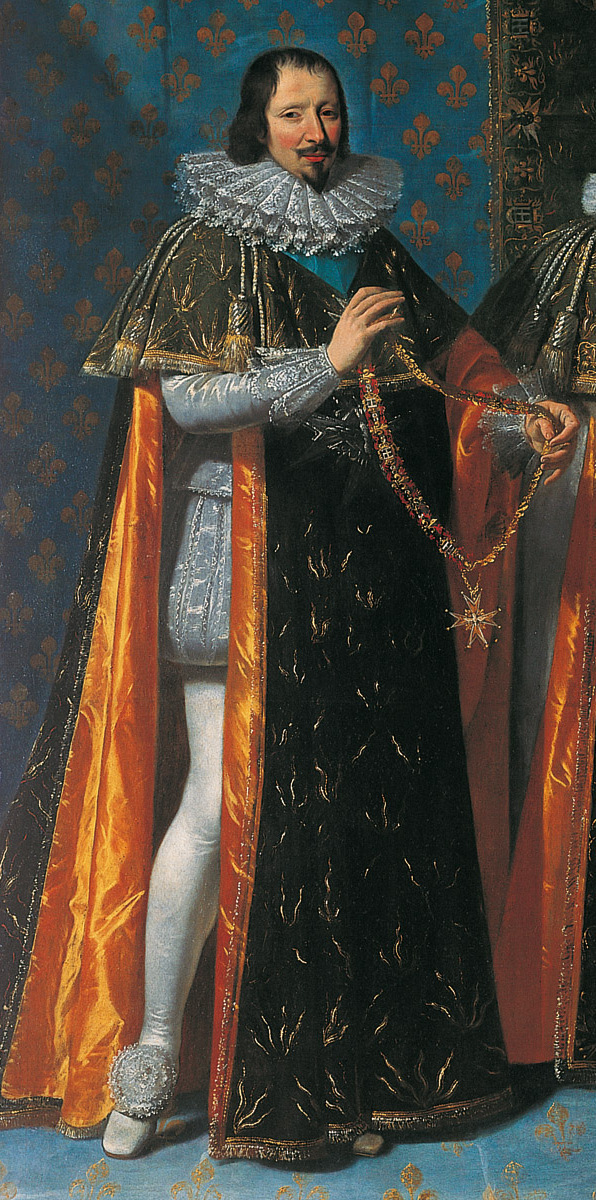
Claude Bouthillier à la réception du duc de Longueville dans l'Ordre du Saint-Esprit le 15 mai 1633

Son tact et son habileté lui confèrent une position d'influence unique à la cour pétrie de jalousie et d'intrigues. Il a la confiance du roi, est le confident de Richelieu et l'ami de Marie de Médicis ; au travers de son fils, Léon Bouthillier, qui est nommé en 1635 chancelier de Monsieur, frère du roi et alors seul héritier de la couronne, il développe également une certaine influence auprès du prince. Il devient un médiateur inégalable et son influence personnelle, liée à sa double casquette aux finances et à la politique étrangère de la France, fait de lui l'homme le plus puissant du royaume après Richelieu.
En 1643, Richelieu fait de lui l'exécuteur de ses dernières volontés, et Louis XIII le nomme membre du conseil de régence qui aurait dû gouverner après sa mort. Mais sa veuve Anne d'Autriche en appelle au Parlement de Paris pour casser les dernières volontés du roi défunt. Devant l'hostilité de la régente à son égard, Bouthillier sera obligé de se retirer de la vie publique et d'abandonner son poste de surintendant des finances en juin 1643 au profit de Nicolas de Bailleul.
Il a fait construire par Pierre Le Muet dans les années 1640 le château de Pont-sur-Seine au lieu-dit Les Caves. Il est considéré immédiatement comme un des plus beaux bâtiments de France[réf. nécessaire]. Le château est incendié pendant la campagne de France, en 1814.
Claude Bouthillier meurt à Paris le 6 mars 1652, et est inhumé à Pont-sur-Seine le 22 avril 1652 dans sa chapelle de l'église Saint-Martin, dont il avait confié la décoration au peintre Philippe de Champaigne.

## Union et postérité
En août 1606 Claude Bouthillier épouse Marie de Bragelongne, fille de Léon de Bragelongne, conseiller au Parlement de Paris, et de Guyonne/Eléonore de La Grange. Il est le père de Léon Bouthillier (1608-1652), comte de Chavigny.
Marie de Bragelonne a assuré à Pont-sur-Seine l'éducation de sa parente, orpheline de mère en bas âge, Anne de La Grange-Trianon ; contre l'avis de sa tutrice (Marie envisageait la vie monastique pour sa jeune protégée), Anne épousera secrètement en octobre 1648 Louis de Buade de Frontenac.
Les deux époux fondèrent le couvent des capucins de Nogent.